# Iwona Dzięcioł
Iwona Marcinkiewicz, nata Dzięcioł (Varsavia, 23 maggio 1975), è un'ex arciera polacca.

## Palmarès

### Olimpiadi
- 1 medaglia:
  - 1 bronzo (Atlanta 1996 a squadre)